# La Tour-du-Crieu
La Tour-du-Crieu è un comune francese di 2 669 abitanti situato nel dipartimento dell'Ariège nella regione dell'Occitania.

## Società

### Evoluzione demografica
Abitanti censiti